# Radiant Silvergun
Radiant Silvergun es un videojuego para los arcades y la consola Sega Saturn. Fue creado por la compañía Treasure y pertenece al género "matamarcianos", donde uno tripula una nave por niveles verticales, teniendo un gran arsenal. El juego fue lanzado solo para Japón en 1998. Tiempo después se planteó la posibilidad de desarrollar una versión para PlayStation, pero este proyecto fue cancelado.
Se distingue de otros tipos de matamarcianos en que no se necesita recoger armas u otro tipo de aumentos.  De hecho, las siete armas están disponibles desde el principio, y son generadas al oprimir una combinación de hasta tres botones.  Lugar a esto, las armas pueden aumentar de nivel al usarse.  También existe un sistema donde el jugador recibe un bono si dispara a tres enemigos del mismo color en fila.  Un jugador que no optimiza sus armas lo suficiente enfrentará enemigos demasiado difíciles o hasta imposibles de vencer a finales del juego.  Por lo tanto, saber cual arma usar en cada instante es importante para avanzar.  Para mitigar la dificultad del juego, en la versión de Saturn, el jugador puede guardar su juego, lo que también graba el nivel de las armas acumulado hasta ese punto.  Próxima vez que inicie un juego, las armas estarán a ese mismo nivel.   
La versión de Saturn es extremadamente rara, y muchos coleccionistas han pagado desde 150 dólares hasta 500 por el mismo, el valor "promedio" del juego completo en Ebay.  
Tiempo después Treasure desarrollo otro juego, Ikaruga.  Este se considera un sucesor espiritual ya que ambos son matamarcianos que comparten ciertos elementos, sin embargo se juegan de manera distinta. 
Fue anunciado en 2010 que Microsoft distribuirá el juego para su consola Xbox 360 en 2011, mediante el servicio de Xbox Live Arcade.  Esta adaptación introducirá gráficos de alta definición, la habilidad de jugar cooperativamente en línea, y la oportunidad de grabar los hechos del jugador.  Será disponible por primera vez en Europa y Norteamérica.
- Datos: Q3416463